# Bonuc (Leolima)
Bonuc (Bonuk) ist eine osttimoresische Siedlung im Suco Leolima (Verwaltungsamt Hato-Udo, Gemeinde Ainaro).

## Geographie und Einrichtungen
Bonuc ist ein Dorf im Süden der Aldeia Hutseo, in einer Meereshöhe von 10 m. Die Gebäude sind entlang einer Straße und ihrer Abzweigungen relativ weit verstreut. Im Westen begrenzt der Fluss Belulik den Ort, im Süden befindet sich die Timorsee. Nördlich liegen die Dörfer Hutseo (Hutseo 1) und Hutseo 2.
In Bonuc stehen eine Grundschule, eine Gesundheitsstation und eine Kapelle, die zu den Assemblies of God gehört.
Im Januar 2008 wurden im Rahmen eines Wiederaufforstungsprogramm 7000 Setzlinge in der Aldeia Bonuc im Suco gepflanzt.